# الجيلاني الهمامي
الجيلاني الهمامي من مواليد سنة 1957 ببوعرادة من ولاية سليانة – تونس.
متحصل على الإجازة من المعهد العالي للبريد والاتصالات بتونس العاصمة والمرحلة ثالثة «علوم سياسية» بكلية الحقوق بتونس.
ناضل في صفوف الهياكل النقابية المؤقتة السرية للاتحاد العام لطلبة تونس طوال السبعينات من القرن الماضي.ومنذ ان انتقل لعالم الشغل سنة 1980 التحق بالاتحاد العام التونسي للشغل حيث تقلد مسؤوليات نقابية أبرزها الكاتب العام لجامعة عموم عمال وموظفي البريد والاتصالات التابعة للاتحاد العام التونسي للشغل. طرد من العمل مرتين ودخل السجن مرتين بسبب نشاطه ومسؤولياته النقابية. مناضل حقوقي ومنخرط بالرابطة التونسية للدفاع على حقوق الإنسان. عضو مؤسس لحزب العمال الشيوعي التونسي.
له كتابات متعددة في المجال النقابي والاقتصادي والسياسي صدر بعضها في الأدب السري لحزب العمال الشيوعي التونسي وبعضها الآخر في مجلات فكرية وجرائد تونسية بأسماء حقيقية أحيانا وبأسماء مستعارة أحيانا أخرى منهامجلة «أطروحات» ومجلة «الفكرية». من مؤسسي اللقاء النقابي الديمقراطي المناضل الذي خاض عديد المحطات النضالية. مرشح لعضوية المكتب التنفيذي الوطني للاتحاد العام التونسي للشغل.